# Вериго-Доревский, Артём Игнатьевич
Артём Игнатьевич Вериго-Доревский (Артемий Вериго-Доревский, бел. Арцём Вярыга-Дарэўскі, пол. Artemiusz Weryho-Dorewski; 4 (23) ноября 1816, д. Кубличи, Лепельский уезд, Витебская губерния (теперь в Ушачском районе, Витебская область, Республика Беларусь) — 1884, Иркутск) — белорусский поэт, драматург, публицист и исследователь фольклора, один из начинателей новой белорусской литературы.

## Биография
Родился в католической семье обедневшего шляхтича Игнатия-Станислава Вериги-Даревского, инспектора мер и весов в Кубличах. Мать, Юстина, урождённая Гласко, умерла вскоре после родов и Игнатий женился на Богумиле Буйницкой.
Его детство прошло в усадьбе Людвиново неподалеку от Дисны (ныне Миорский район, Витебская область), вместе с двумя братьями и пятью сестрами. После окончания в 1835 году Забельского доминиканского коллегиума (местечко Волынцы, сегодня Верхнедвинский район, Витебская область) служил в Витебской временной комиссии для ревизии деятельности губернского дворянского депутатского собрания (1836—1844). В середине 1840-х г. приобрёл фольварок Стайки около Витебска, женился. Служил в различных учреждениях Витебска. С 1852 года — коллежский асессор.
В 1861—1862 принимал участие в патриотических демонстрациях в Витебске, за что стал объектом особого надзора жандармов. В 1863 — один из руководителей вооружённого выступления на Витебщине. Арестован 6 мая 1863, почти два года провёл под следствием в витебской тюрьме. Первоначально осужден на пожизненную каторгу, замененную 8 годами каторжных работ. В 1865 сослан в Восточную Сибирь (солеварный завод в Усолье). С 1868 — на поселении в Иркутске, где со временем скончался и был похоронен.
Его дочь Габриэла — жена потомственного дворянина Вацлава Скоковского. Выпускник Варшавского Университета, кадровый офицер, капитан, также участник восстания 1863 г., сосланный в Иркутск на поселения, где был восстановлен во дворянстве. Крупно разбогател. Имел два золотых прииска. После его смерти в 1878 г. семья уехала в Швейцарию, затем переехала во Париж, где мать приобрела поместье Шерантон в пригороде Парижа. Одна из дочерей-Мария поступила в Сорбонну. Была замужем за Джелалом Коркмасовым, впоследствии выдающегося государственного и общественного деятеля (коллекция ГАРФ, Иркутского Архива).

## Культурная деятельность

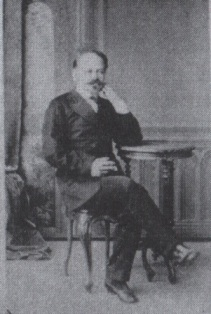

Артем Вериго-Доревский много сил и времени отдавал культурно-просветительской деятельности. В 1850-е организовал в Витебске публичную библиотеку. Собирал белорусский фольклор. Посылал заметки в газету «Kurier Wileński» («Виленский вестник») (Вильно), «Słowo» (Петербург), журнал «Ruch muzyczny» (Варшава).
Стал известен как автор поэм, бесед и драматических произведений, которые расходились в рукописях: поэмы «Ахульго» (тематически связана с борьбой горцев под руководством Шамиля), драмы «Гордость», комедий «Алчность» и «Грех 4-й — гнев». Первым перевел на белорусский язык поэму А. Мицкевича «Конрад Валленрод». Белорусские произведения из-за цензурных условий не печатались, рукописи не найдены. При жизни в 1858 году вышла единственная книга на польском языке «Разговор о родственнике» под псевдонимом Беларуская Дуда (пол. Białoruska Duda).
Общественный резонанс имела поездка А. Вериго-Доревского в 1858 в Вильно, где он встретился с известными представителями культуры. Тогда же был сформирован знаменитый «Альбом Вериго-Доревского» (1858—1863), заведённый им во время поездки из Витебска в Вильно, и ставший своеобразным литературно-общественном альманахом, где среди прочих свои записи оставили В. Сырокомля, В. Коротынский, А. Киркор, В. Дунин-Мартинкевич, А. Рыпинский, Э. П. Вуль.
Автор рифмованной импровизации «Литвинам, которые записались в мой Альбом на память» (сохранилась копия).
Высказанное в научной литературе предположение, что А. Вериго-Доревский является автором поэмы «Тарас на Парнасе», не подтверждено исследованиями.